# Alkoven
Alkoven is een gemeente in de Oostenrijkse deelstaat Opper-Oostenrijk, gelegen in het district Eferding (EF). De gemeente heeft ongeveer 5200 inwoners.

## Geografie
Alkoven heeft een oppervlakte van 43 km². Het ligt in het middennoorden van het land. De Duitse grens is niet ver weg.

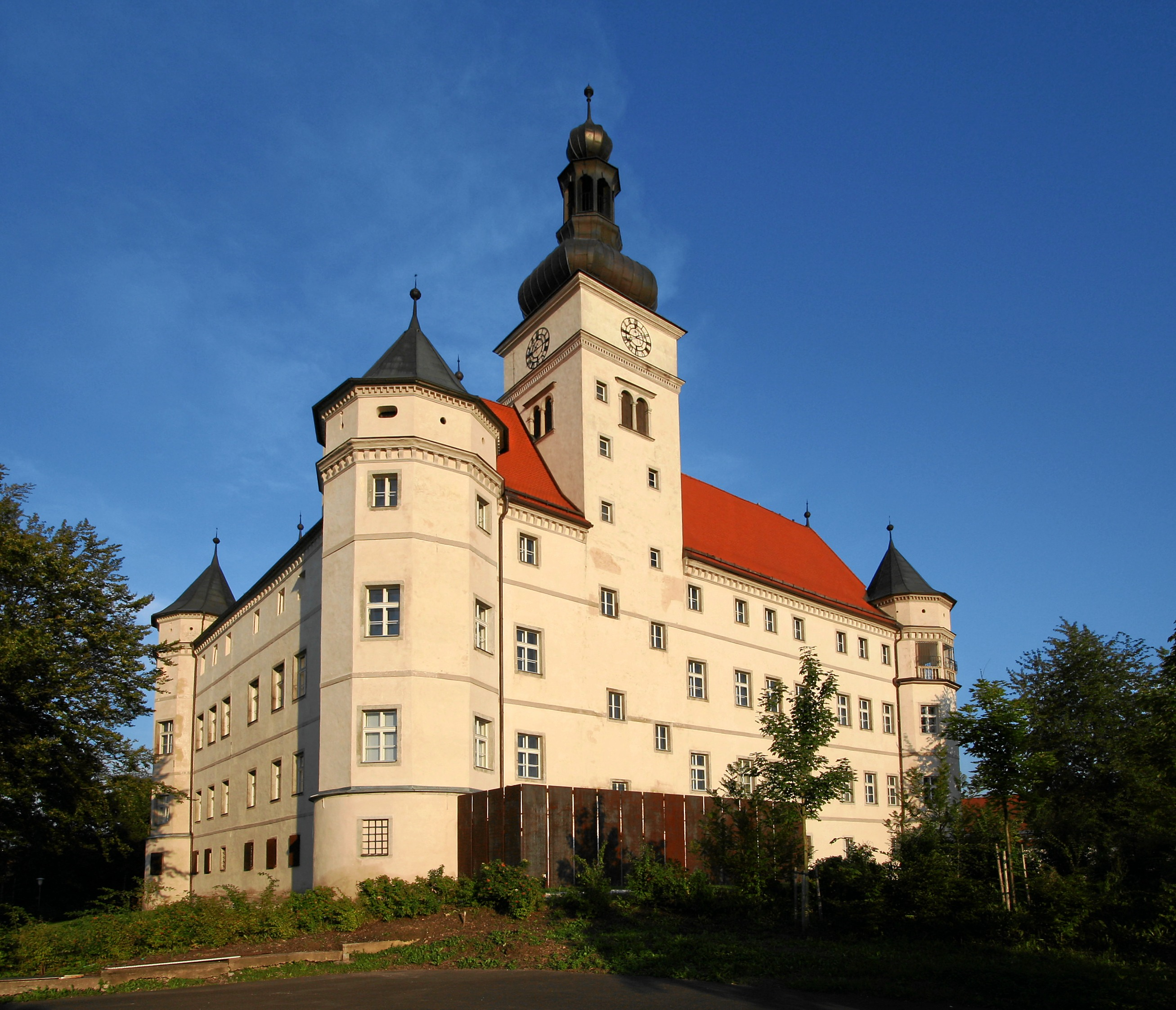
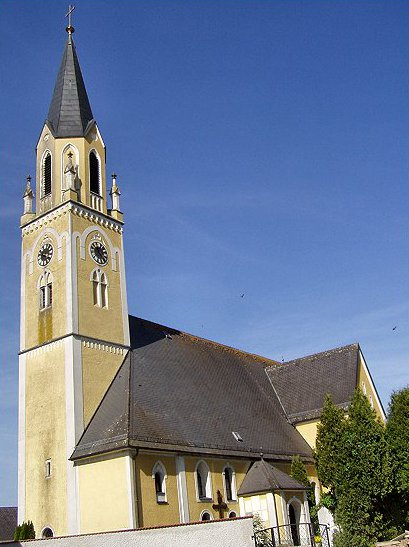
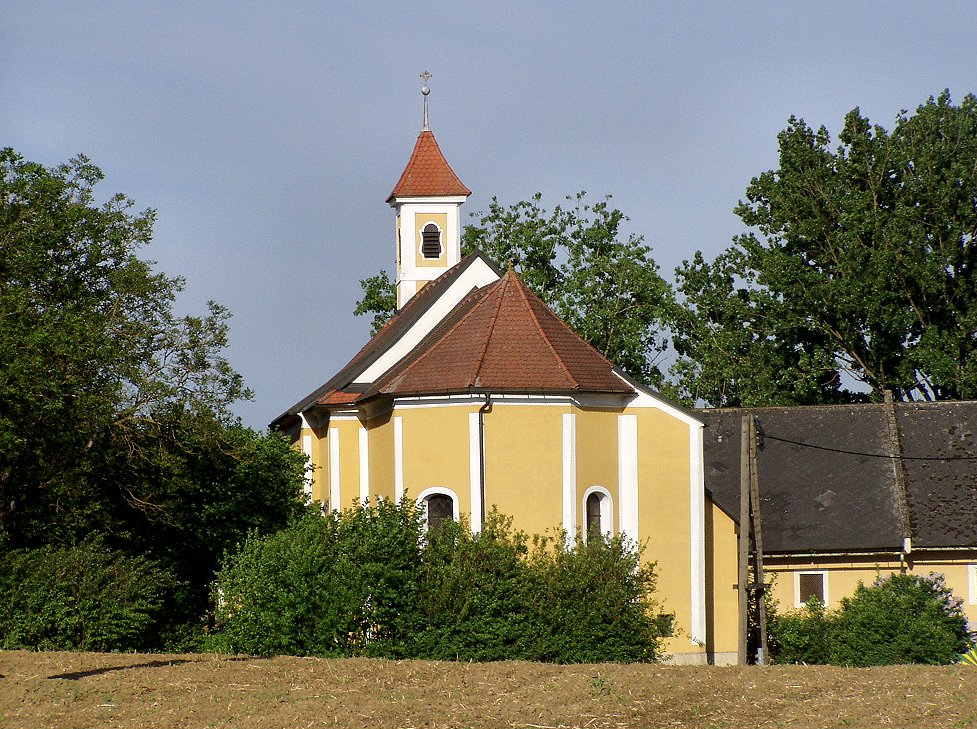
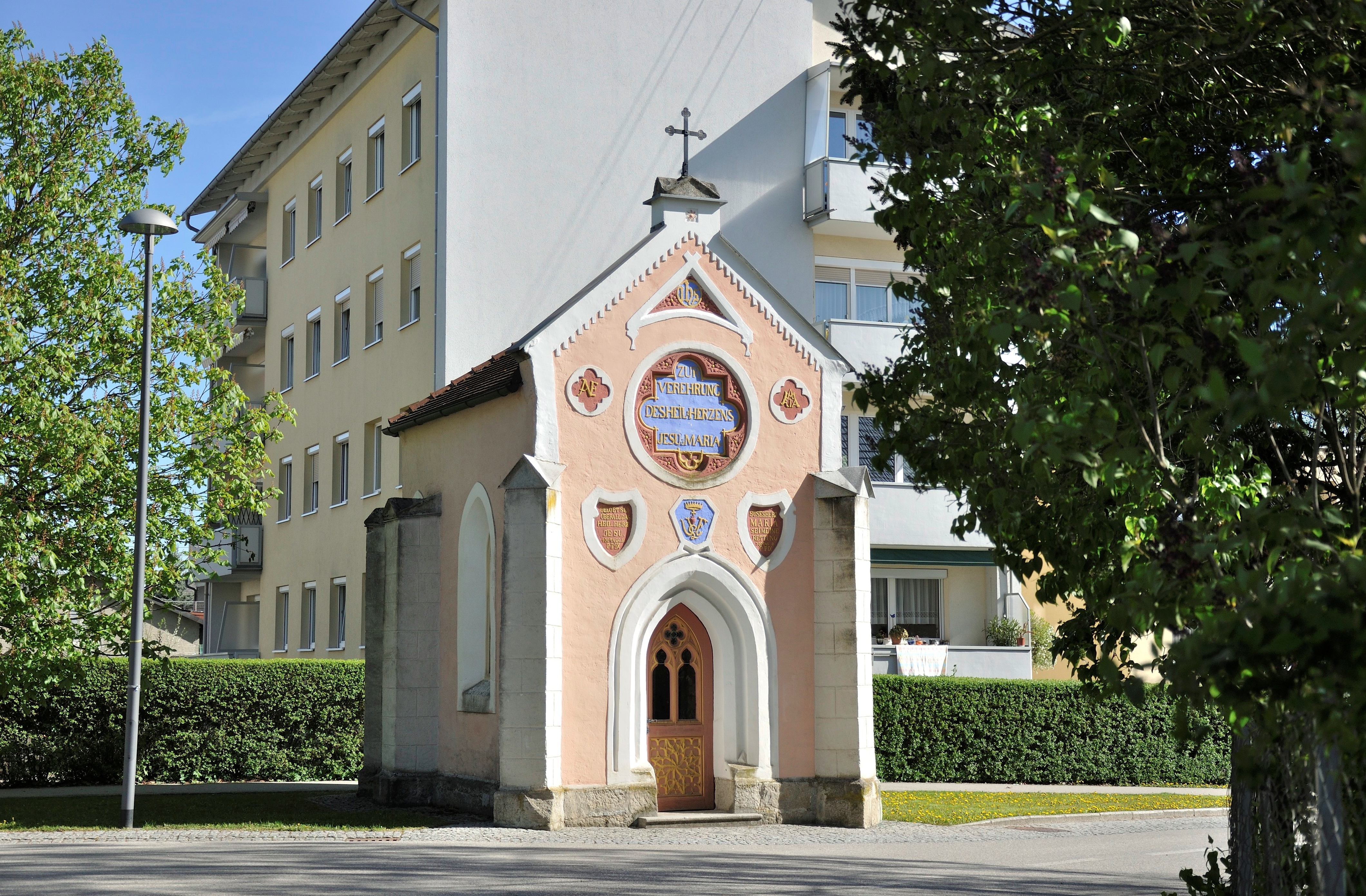

Alkoven · Aschach an der Donau · Eferding · Fraham · Haibach ob der Donau · Hartkirchen · Hinzenbach · Prambachkirchen · Pupping · Scharten · Sankt Marienkirchen an der Polsenz · Stroheim
- Gemeinsame Normdatei: 4997137-2
- Nationale Bibliotheek van Israël: 987007487043805171
- Virtual International Authority File: 150991710